# Чедомир Ђурђевић
Чедомир Ђурђевић (Јагодина, 25. јануар 1866 — Београд, 23. новембар 1940) био је српски лекар, хирург, санитетски бригадни генерал, професор универзитета, управник Завода за ратну хирургију Медицинског факултета у Београду.

## Живот и рад
Рођен је у Јагодини 25. јануара 1866. године. Гимназију завршава у Крагујевцу 1886. године. Као одличан ђак, пријавио се на расписан конкурс за добијање стипендије Војног санитета за студије медицине. Добија стипендију Министарства војске Србије и одлази на студије медицине у Беч. После завршених студија 1893. године враћа се у Београд. Након одслуженог војног рока, полаже испит за војног лекара, и у чину санитетског капетана II класе бива постављен за гарнизонског лекара у Београду. После годину дана премештен је у Пожаревац, где је постављен за управника Привремене војне болнице.
Године 1895. одлази у Скопље где је постављен за лекара при нашем конзулату. У Скопљу је остао до 1897. године, када поново одлази у Беч на специјализацију хирургије на клиници професора Карла Гусенбауера. По повратку из Беча 1899. године основао је Хируршко одељење Војне болнице у Зајечару, где је једно време био и управник. Истовремено је био и референт санитета Тимочке дивизијске области. За шефа Хируршког одељења нове Војне болнице у Београду постављен је 1909, где је остао до 1912. године.
За време Балканских ратова 1912—1913. обављао је дужност начелника санитета Прве армјске области, а пред крај ратова, поново је постављен за шефа Хируршког одељења нове Војне болнице у Београду.
У Првом светском рату, 1914—1918, био је на разним дужностима, хирург консултант при Врховној команди и Трећој резервној болници у Крагујевцу а истовремено и начелник Хируршког одељења Друге резервне болнице у Крагујевцу. Био је и председник комисије за сузбијање епидемије пегавца, основане у Крагујевцу при Врховној команди.
Ha Солунском фронту, 1916—1917, био је хирург консултант и шеф одељења у пољској хируршкој болници код Острова. Крајем 1917. године и све до пробоја Солунског фронта (септембар 1918), др Ђурђевић обавља дужност начелника Хируршког одељења Српске болнице у Солуну. По пробоју Солунског фронта био је хирург консултант при Врховној команди, али и начелник хируршких екипа у ратним дивизијским завојиштима. Почетком 1920. године, постављен је за управника Главне војне болнице у Београду. Указом из 1922. постављен је за ванредног професора ратне хирургије на Медицинском факултету у Београду. Унапређен је 1928. у чин санитетског бригадног генерала и постављен је за начелника санитета Треће армије у Скопљу. На своју молбу пензионисан је 1929. године.
Др Ђурђевић је био један од пет првих војних хирурга у српској војсци. Поред др Чедомира Ђурђевића, треба споменути и: др Михаила Петровића, др Јордана Стајића, др Романа Сондермајера, др Лазара Генчића. Био је активан члан Српског лекарског друштва, Лекарске коморе, Члан Главног одбора Црвеног крста Србије, председник Друштва за чување народног здравља, члан Управе друштва за сузбијање рака, Друштва за заштиту деце и Лиге против туберкулозе. Био је сарадник Удружења за културну сарадњу с Енглеском и Америком, један од главних иницијатора Југословенско-бугарске лиге и њен први председник. Био је сарадник „Народне одбране”. Учествовао је и при оснивању и раду многих наших културних и хуманитарних удружења.
Др Чедомир Ђурђевић написао је и велики број стручних научних реферата и казуистике. Бавио се и питањем свесловенске медицинске терминологије па је правио озбиљне предлоге за стварање једног заједничког словенског језика, коме је дао чак и име "Свеслав".
Преминуо је 23. новембра 1940. године у 74. години живота.

## Одликовања

### Домаћа одликовања
- Орден Светог Саве V степена (1897)
- Орден Светог Саве V степена (1900)
- Орден Светог Саве V степена (1900)
- Таковски крст (1900)
- С. П. I. (1903)
- Златна медаља за ревносну службу (1914)
- Медаља за војничке врлине (1906)
- Орден Светог Саве III степена (1911)
- Орден Белог орла IV степена (1913)
- Златна медаља за ревносну службу (1914)
- Карађорђева Звезда IV степена (1915)
- Златна медаља за ревносну службу (1918)
- Орден Белог орла IV степена (1920)
- Орден Белог орла III степена (1922)
- Орден Светог Саве III степена (1923)
- Орден Светог Саве I степена (1929)

### Инострана одликовања
- Грчки орден Феникс I степена (1931)